# Джейс Евърет
Джейс Евърет (на английски: Jace Everett, р. 1972 г., Евансвил, Индиана )) е американски кънтри певец.
Прави своя дебют със сингъла That's the Kind of Love I'm In през 2005 г., който достига 51-во място в класацията на Билборд Hot Country Songs и е първият сингъл от неговия едноименен дебютен албум. Участва в написването на първата песен Your Man на Джош Търнър. Неговата песен Bad Things е избрана за началната на сериала „Истинска кръв“ на HBO. Музикалната компания Weston Boys издава третия му албум Red Revelations през 2009 г.

## Биография
Джейс Евърет е роден в Евансвил, Индиана на 7 януари 1972 година. Започва да свири кънтри музика в църквата и на училищни концерти. Мести се в Нашвил Тенеси, където следва в университета Белмонт.
През 2005 г. Евърет подписва договор с компанията Epic Records. Той издава първия си сингъл, That's the Kind of Love I'm In, през юни 2005 година. Тази песен достига 51-во място в класациите на страната и е последвана от първия му дебютен албум в началото на 2006 г. Също така през 2006 г. Джош Търнър достига първо място в класациите на страната с песента Your Man, в чието написване участва и Евърет, за което той получава награда на Broadcast Music Incorporated. Песните от албума Bad Things – Bad Things, Nowhere in the Neighborhood и Everything I Want не влизат в класациите в САЩ, въпреки че „Bad Things“ достига 49-а позиция в класациите на Обединеното кралство през ноември 2009 г.
Песента Bad Things е използвана в сериала на HBO „Истинска кръв“. През 2009 г. той печели награда на Broadcast Music Incorporated в категорията за кабелна телевизия и е номиниран за награда „Скрийм“ (Screem Award) за най-добра песен на годината – 2009.
Последният албум на Евърет, озаглавен Red Revelations, излиза през юни 2009 г. Неговият дует с CC Adcock – Evil става саундтрак на втория сезон на „Истинска кръв“.

## Дискография

### Албуми
| Година | Албум                                                                  |
| ------ | ---------------------------------------------------------------------- |
| 2006   | Jace Everett - Издаден: 7 март 2006 г. - Издава: Epic Records          |
| 2007   | Old New Borrowed Blues - Издаден: 11 ноември 2008 г. - Издава: Phantom |
| 2009   | Red Revelations - Издаден: 23 юни 2009 г. - Издава: Weston Boys        |

### Сингли
| Година | Сингъл                         | Позиция в класациите    | Позиция в класациите              | Албум        |
| Година | Сингъл                         | САЩ (Hot Country Songs) | Великобритания (UK Singles Chart) | Албум        |
| ------ | ------------------------------ | ----------------------- | --------------------------------- | ------------ |
| 2005   | That's the Kind of Love I'm In | 51                      | —                                 | Jace Everett |
| 2005   | Bad Things                     | —                       | —                                 | Jace Everett |
| 2006   | Nowhere in the Neighborhood    | —                       | —                                 | Jace Everett |
| 2006   | Everything I Want              | —                       | —                                 | Jace Everett |
| 2009   | Bad Things (UK release)        | —                       | 49                                | Jace Everett |

### Музикално видео
| Година | Видео                          | Режисьор          |
| ------ | ------------------------------ | ----------------- |
| 2005   | That's the Kind of Love I'm In | Дейвид Макклистър |
| 2005   | Bad Things                     | Кристин Барлоу    |